# Otus mantananensis
Otus mantananensis là một loài chim trong họ Strigidae.